# Goniorhynchus pasithea
Goniorhynchus pasithea là một loài bướm đêm trong họ Crambidae.